# Interlands Noors voetbalelftal 1950-1959
Deze pagina toont een chronologisch en gedetailleerd overzicht van de interlands die het Noors voetbalelftal heeft gespeeld in de periode 1950 – 1959.

## Interlands

### 1950
|                                                                                 |                                                                                   |       |           |                                                                                           |
| 22 juni Noords Kampioenschap 1948/51 № 170 «onderlinge duels» 19:00 uur (UTC+1) | Denemarken                                                                        | 4 – 0 | Noorwegen | Københavns Idrætspark, Kopenhagen Toeschouwers: 35.500 Scheidsrechter: Tore Sjöberg (SWE) |
| 22 juni Noords Kampioenschap 1948/51 № 170 «onderlinge duels» 19:00 uur (UTC+1) | Poul Erik Petersen 21' Edvin Hansen 38' Jens Peder Hansen 48' Aage Rou Jensen 58' |       |           | Københavns Idrætspark, Kopenhagen Toeschouwers: 35.500 Scheidsrechter: Tore Sjöberg (SWE) |

|                                                                          |                                       |       |                                    |                                                                              |
| 15 augustus Vriendschappelijk № 171 «onderlinge duels» 18:00 uur (UTC+1) | Noorwegen                             | 2 – 2 | Luxemburg                          | Brannstadion, Bergen Toeschouwers: 16.000 Scheidsrechter: Ernst Hansen (DEN) |
| 15 augustus Vriendschappelijk № 171 «onderlinge duels» 18:00 uur (UTC+1) | Gunnar Thoresen 60' Hans Andersen 78' |       | 6' Léon Letsch 59' François Muller | Brannstadion, Bergen Toeschouwers: 16.000 Scheidsrechter: Ernst Hansen (DEN) |

|                                                                                      |                                                              |       |                 |                                                                                |
| 10 september Noords Kampioenschap 1948/51 № 172 «onderlinge duels» 13:15 uur (UTC+1) | Noorwegen                                                    | 4 – 1 | Finland         | Ullevaalstadion, Oslo Toeschouwers: 28.935 Scheidsrechter: Ludvig Jørkov (DEN) |
| 10 september Noords Kampioenschap 1948/51 № 172 «onderlinge duels» 13:15 uur (UTC+1) | Per Bredesen 10' Willy Andresen 50', 52' Gunnar Thoresen 81' |       | 87' Olavi Lilja | Ullevaalstadion, Oslo Toeschouwers: 28.935 Scheidsrechter: Ludvig Jørkov (DEN) |

|                                                                                      |                               |       |                                        |                                                                               |
| 24 september Noords Kampioenschap 1948/51 № 173 «onderlinge duels» 13:15 uur (UTC+1) | Noorwegen                     | 1 – 3 | Zweden                                 | Ullevaalstadion, Oslo Toeschouwers: 35.552 Scheidsrechter: Folke Nyberg (FIN) |
| 24 september Noords Kampioenschap 1948/51 № 173 «onderlinge duels» 13:15 uur (UTC+1) | Harry Boye Karlsen 88' (pen.) |       | 53', 79' Egon Jönsson 55' Kalle Palmér | Ullevaalstadion, Oslo Toeschouwers: 35.552 Scheidsrechter: Folke Nyberg (FIN) |

|                                                                         |                                                                             |       |           |                                                                                 |
| 5 november Vriendschappelijk № 174 «onderlinge duels» 14:15 uur (UTC+1) | Joegoslavië                                                                 | 4 – 0 | Noorwegen | JNA Stadion, Belgrado Toeschouwers: 55.000 Scheidsrechter: Klaas Schipper (NED) |
| 5 november Vriendschappelijk № 174 «onderlinge duels» 14:15 uur (UTC+1) | Tihomir Ognjanov 35' Rajko Mitić 40' Franjo Rupnik 45' Tihomir Ognjanov 46' |       |           | JNA Stadion, Belgrado Toeschouwers: 55.000 Scheidsrechter: Klaas Schipper (NED) |

|                                                                        |                                        |       |                                    |                                                                                |
| 26 november Vriendschappelijk № 175 «onderlinge duels» 14:30 uur (UTC) | Ierland                                | 2 – 2 | Noorwegen                          | Dalymount Park, Dublin Toeschouwers: 30.215 Scheidsrechter: Henry Pearce (ENG) |
| 26 november Vriendschappelijk № 175 «onderlinge duels» 14:30 uur (UTC) | Johnny Carey 24' (pen.) Davy Walsh 61' |       | 6' Per Bredesen 11' Willy Andresen | Dalymount Park, Dublin Toeschouwers: 30.215 Scheidsrechter: Henry Pearce (ENG) |

### 1951
|                                                                     |          |       |                    |                                                                                     |
| 15 mei Vriendschappelijk № 176 «onderlinge duels» 18:00 uur (UTC+1) | Engeland | 2 – 1 | Noorwegen          | Ayresome Park, Middlesbrough Toeschouwers: 12.000 Scheidsrechter: Paddy Power (ENG) |
| 15 mei Vriendschappelijk № 176 «onderlinge duels» 18:00 uur (UTC+1) | ?        |       | 87' John Sveinsson | Ayresome Park, Middlesbrough Toeschouwers: 12.000 Scheidsrechter: Paddy Power (ENG) |

|                                                                     |                                           |       |                                                    |                                                                                          |
| 30 mei Vriendschappelijk № 177 «onderlinge duels» 19:00 uur (UTC+1) | Noorwegen                                 | 2 – 3 | Ierland                                            | Ullevaalstadion, Oslo Toeschouwers: 20.913 Scheidsrechter: Carl Frederik Jørgensen (DEN) |
| 30 mei Vriendschappelijk № 177 «onderlinge duels» 19:00 uur (UTC+1) | Odd Wang Sørensen 14' Ragnar Hvidsten 55' |       | 17' Peter Farrell 67' Alf Ringstead 82' Paddy Coad | Ullevaalstadion, Oslo Toeschouwers: 20.913 Scheidsrechter: Carl Frederik Jørgensen (DEN) |

|                                                                     |                                    |       |                                                  |                                                                                |
| 6 juni Vriendschappelijk № 178 «onderlinge duels» 19:00 uur (UTC+1) | Nederland                          | 2 – 3 | Noorwegen                                        | De Kuip, Rotterdam Toeschouwers: 65.000 Scheidsrechter: Giovanni Galeati (ITA) |
| 6 juni Vriendschappelijk № 178 «onderlinge duels» 19:00 uur (UTC+1) | Noud van Melis 44' Abe Lenstra 50' |       | 26', 59' Henry Johannessen 29' Odd Wang Sørensen | De Kuip, Rotterdam Toeschouwers: 65.000 Scheidsrechter: Giovanni Galeati (ITA) |

|                                                                      |                                                                   |       |                       |                                                                                       |
| 26 juli Vriendschappelijk № 179 «onderlinge duels» 19:00 uur (UTC+1) | Noorwegen                                                         | 3 – 1 | IJsland               | Lerkendalstadion, Trondheim Toeschouwers: 17.000 Scheidsrechter: Helge Andersen (DEN) |
| 26 juli Vriendschappelijk № 179 «onderlinge duels» 19:00 uur (UTC+1) | Harald Hennum 44' Haukur Bjarnason 81' (e.d.) Ragnar Hvidsten 90' |       | 52' Ríkharður Jónsson | Lerkendalstadion, Trondheim Toeschouwers: 17.000 Scheidsrechter: Helge Andersen (DEN) |

|                                                                                     |                   |       |                  |                                                                                     |
| 16 augustus Noords Kampioenschap 1948/51 № 180 «onderlinge duels» 18:30 uur (UTC+2) | Finland           | 1 – 1 | Noorwegen        | Olympisch Stadion, Helsinki Toeschouwers: 22.415 Scheidsrechter: John Nilsson (SWE) |
| 16 augustus Noords Kampioenschap 1948/51 № 180 «onderlinge duels» 18:30 uur (UTC+2) | Jorma Vaihela 41' |       | 64' Per Bredesen | Olympisch Stadion, Helsinki Toeschouwers: 22.415 Scheidsrechter: John Nilsson (SWE) |

|                                                                          |                        |       |                                                          |                                                                                 |
| 23 augustus Vriendschappelijk № 181 «onderlinge duels» 18:00 uur (UTC+1) | Noorwegen              | 2 – 4 | Joegoslavië                                              | Ullevaalstadion, Oslo Toeschouwers: 30.867 Scheidsrechter: Aksel Asmussen (DEN) |
| 23 augustus Vriendschappelijk № 181 «onderlinge duels» 18:00 uur (UTC+1) | Gunnar Dybwad 33', 57' |       | 8' Bernard Vukas 23', 30' Stjepan Bobek 27' Branko Zebec | Ullevaalstadion, Oslo Toeschouwers: 30.867 Scheidsrechter: Aksel Asmussen (DEN) |

|                                                                                      |                                         |       |            |                                                                               |
| 16 september Noords Kampioenschap 1948/51 № 182 «onderlinge duels» 13:15 uur (UTC+1) | Noorwegen                               | 2 – 0 | Denemarken | Ullevaalstadion, Oslo Toeschouwers: 35.322 Scheidsrechter: John Nilsson (SWE) |
| 16 september Noords Kampioenschap 1948/51 № 182 «onderlinge duels» 13:15 uur (UTC+1) | Gunnar Thoresen 26' Bendt Jørgensen 40' |       |            | Ullevaalstadion, Oslo Toeschouwers: 35.322 Scheidsrechter: John Nilsson (SWE) |

|                                                                                      |                                                                |       |                                                          |                                                                              |
| 30 september Noords Kampioenschap 1948/51 № 183 «onderlinge duels» 14:30 uur (UTC+1) | Zweden                                                         | 3 – 4 | Noorwegen                                                | Ullevi, Göteborg Toeschouwers: 29.790 Scheidsrechter: Valdemar Laursen (DEN) |
| 30 september Noords Kampioenschap 1948/51 № 183 «onderlinge duels» 14:30 uur (UTC+1) | Ingvar Rydell 13', 64' Gustaf Lind 23' (pen.) Per Bredesen 64' |       | 5' (pen.) 71' (pen.) Harry Boye Karlsen 6' Gunnar Dahlen | Ullevi, Göteborg Toeschouwers: 29.790 Scheidsrechter: Valdemar Laursen (DEN) |

### 1952
| |                       |       |                       |                                                                                     |
| 10 juni Vrienschappelijk NFF 50 jarig jubileumwedstrijd № 184 «onderlinge duels» 19:00 uur (UTC+1) | Noorwegen             | 1 – 2 | Finland               | Bislettstadion, Oslo Toeschouwers: 21.732 Scheidsrechter: John Erik Andersson (SWE) |
| 10 juni Vrienschappelijk NFF 50 jarig jubileumwedstrijd № 184 «onderlinge duels» 19:00 uur (UTC+1) | Henry Johannessen 33' |       | 45', 49' Nils Rikberg | Bislettstadion, Oslo Toeschouwers: 21.732 Scheidsrechter: John Erik Andersson (SWE) |

|                                                                      |                                                        |       |                 |                                                                                 |
| 25 juni Vriendschappelijk № 185 «onderlinge duels» 18:00 uur (UTC+1) | Joegoslavië                                            | 4 – 1 | Noorwegen       | Maksimirstadion, Zagreb Toeschouwers: 30.000 Scheidsrechter: Eugen Scherz (SUI) |
| 25 juni Vriendschappelijk № 185 «onderlinge duels» 18:00 uur (UTC+1) | Bernard Vukas 8', 10' Rajko Mitić 18' Branko Zebec 59' |       | 19' Jan Sagvaag | Maksimirstadion, Zagreb Toeschouwers: 30.000 Scheidsrechter: Eugen Scherz (SUI) |

| Olympische Zomerspelen 1952 |
| --------------------------- |

|                                                                                   |                       |       |                                                            |                                                                              |
| 21 juli Olympische Spelen Eerste ronde № 186 «onderlinge duels» 19:00 uur (UTC+2) | Noorwegen             | 1 – 4 | Zweden                                                     | Ratina Stadion, Tampere Toeschouwers: 4.072 Scheidsrechter: Johan Alho (FIN) |
| 21 juli Olympische Spelen Eerste ronde № 186 «onderlinge duels» 19:00 uur (UTC+2) | Odd Wang Sørensen 82' |       | 23', 35' Yngve Brodd 81' Ingvar Rydell 89' Sylve Bengtsson | Ratina Stadion, Tampere Toeschouwers: 4.072 Scheidsrechter: Johan Alho (FIN) |

|  |  |  |  |  |  |  |  |  |

|                                                                                     |                                                                                     |       |                                        |                                                                               |
| 31 augustus Noords Kampioenschap 1952/55 № 187 «onderlinge duels» 13:15 uur (UTC+1) | Noorwegen                                                                           | 7 – 2 | Finland                                | Ullevaalstadion, Oslo Toeschouwers: 24.025 Scheidsrechter: John Nilsson (SWE) |
| 31 augustus Noords Kampioenschap 1952/55 № 187 «onderlinge duels» 13:15 uur (UTC+1) | Gunnar Thoresen 18', 55' Kjell Kristiansen 36', 47', 75' Odd Wang Sørensen 70', 85' |       | 16' Kalevi Lehtovirta 80' Nils Rikberg | Ullevaalstadion, Oslo Toeschouwers: 24.025 Scheidsrechter: John Nilsson (SWE) |

|                                                                                   |                       |       |                                            |                                                                            |
| 5 oktober Noords Kampioenschap 1952/55 № 188 «onderlinge duels» 13:15 uur (UTC+1) | Noorwegen             | 1 – 2 | Zweden                                     | Ullevaalstadion, Oslo Toeschouwers: 36.458 Scheidsrechter: Leo Helge (DEN) |
| 5 oktober Noords Kampioenschap 1952/55 № 188 «onderlinge duels» 13:15 uur (UTC+1) | Henry Johannessen 42' |       | 32' Karl-Alfred Jakobsson 73' Hans Persson | Ullevaalstadion, Oslo Toeschouwers: 36.458 Scheidsrechter: Leo Helge (DEN) |

|                                                                                    |                |       |                                                      |                                                                                             |
| 19 oktober Noords Kampioenschap 1952/55 № 189 «onderlinge duels» 13:30 uur (UTC+1) | Denemarken     | 1 – 3 | Noorwegen                                            | Københavns Idrætspark, Kopenhagen Toeschouwers: 41.000 Scheidsrechter: Gösta Lindberg (SWE) |
| 19 oktober Noords Kampioenschap 1952/55 № 189 «onderlinge duels» 13:30 uur (UTC+1) | Per Jensen 57' |       | 19' Odd Wang Sørensen 61' Hans Nordahl 77' Tor Jevne | Københavns Idrætspark, Kopenhagen Toeschouwers: 41.000 Scheidsrechter: Gösta Lindberg (SWE) |

### 1953
|                                                                     |               |       |          |                                                                              |
| 19 mei Vriendschappelijk № 190 «onderlinge duels» 19:00 uur (UTC+1) | Noorwegen     | 1 – 1 | Engeland | Ullevaalstadion, Oslo Toeschouwers: 19.978 Scheidsrechter: Sten Ahlner (SWE) |
| 19 mei Vriendschappelijk № 190 «onderlinge duels» 19:00 uur (UTC+1) | Tor Jevne 26' |       | ?        | Ullevaalstadion, Oslo Toeschouwers: 19.978 Scheidsrechter: Sten Ahlner (SWE) |

|                                                                         |                                    |       |                                                       |                                                                                |
| 24 juni WK 1954 kwalificatie № 191 «onderlinge duels» 19:00 uur (UTC+1) | Noorwegen                          | 2 – 3 | Saarland                                              | Bislettstadion, Oslo Toeschouwers: 21.000 Scheidsrechter: Jan Bronkhorst (NED) |
| 24 juni WK 1954 kwalificatie № 191 «onderlinge duels» 19:00 uur (UTC+1) | Gunnar Thoresen 3' Knut Dahlen 15' |       | 16' Herbert Binkert 30' Werner Otto 55' Gerhard Siedl | Bislettstadion, Oslo Toeschouwers: 21.000 Scheidsrechter: Jan Bronkhorst (NED) |

|                                                                          |                                                            |       |                       |                                                                                     |
| 13 augustus Vriendschappelijk № 192 «onderlinge duels» 18:30 uur (UTC+1) | Noorwegen                                                  | 3 – 1 | IJsland               | Brannstadion, Bergen Toeschouwers: 12.000 Scheidsrechter: John Erik Andersson (SWE) |
| 13 augustus Vriendschappelijk № 192 «onderlinge duels» 18:30 uur (UTC+1) | Kjell Kristiansen 8' Gunnar Dybwad 15' Gunnar Thoresen 23' |       | 43' Gunnar Gunnarsson | Brannstadion, Bergen Toeschouwers: 12.000 Scheidsrechter: John Erik Andersson (SWE) |

|                                                                             |                   |       |                  |                                                                               |
| 19 augustus WK 1954 kwalificatie № 193 «onderlinge duels» 18:30 uur (UTC+1) | Noorwegen         | 1 – 1 | West-Duitsland   | Ullevaalstadion, Oslo Toeschouwers: 32.266 Scheidsrechter: Bertus Ausum (NED) |
| 19 augustus WK 1954 kwalificatie № 193 «onderlinge duels» 18:30 uur (UTC+1) | Harald Hennum 41' |       | 44' Fritz Walter | Ullevaalstadion, Oslo Toeschouwers: 32.266 Scheidsrechter: Bertus Ausum (NED) |

|                                                                                     |                    |       |                                                                |                                                                                       |
| 30 augustus Noords Kampioenschap 1952/55 № 194 «onderlinge duels» 14:00 uur (UTC+2) | Finland            | 1 – 4 | Noorwegen                                                      | Olympisch Stadion, Helsinki Toeschouwers: 20.819 Scheidsrechter: Helge Andersen (DEN) |
| 30 augustus Noords Kampioenschap 1952/55 № 194 «onderlinge duels» 14:00 uur (UTC+2) | Olavi Lahtinen 39' |       | 6' Harald Hennum 8', 44' Gunnar Thoresen 47' Pål Angell-Hansen | Olympisch Stadion, Helsinki Toeschouwers: 20.819 Scheidsrechter: Helge Andersen (DEN) |

|                                                                                      |           |                   |            |                                                                                 |
| 13 september Noords Kampioenschap 1952/55 № 195 «onderlinge duels» 13:15 uur (UTC+1) | Noorwegen | 0 – 1             | Denemarken | Ullevaalstadion, Oslo Toeschouwers: 35.552 Scheidsrechter: Gösta Lindberg (SWE) |
| 13 september Noords Kampioenschap 1952/55 № 195 «onderlinge duels» 13:15 uur (UTC+1) |           | 32' Bent Sørensen |            | Ullevaalstadion, Oslo Toeschouwers: 35.552 Scheidsrechter: Gösta Lindberg (SWE) |

|                                                                           |                                                             |       |           |                                                                            |
| 27 september Vriendschappelijk № 196 «onderlinge duels» 13:15 uur (UTC+1) | Noorwegen                                                   | 4 – 0 | Nederland | Ullevaalstadion, Oslo Toeschouwers: 24.532 Scheidsrechter: Leo Helge (DEN) |
| 27 september Vriendschappelijk № 196 «onderlinge duels» 13:15 uur (UTC+1) | Gunnar Thoresen 54', 73' Hans Nordahl 58' Gunnar Dybwad 67' |       |           | Ullevaalstadion, Oslo Toeschouwers: 24.532 Scheidsrechter: Leo Helge (DEN) |

|                                                                                    |        |       |           |                                                                               |
| 18 oktober Noords Kampioenschap 1952/55 № 197 «onderlinge duels» 14:00 uur (UTC+1) | Zweden | 0 – 0 | Noorwegen | Råsundastadion, Solna Toeschouwers: 27.025 Scheidsrechter: Folke Nyberg (FIN) |
| 18 oktober Noords Kampioenschap 1952/55 № 197 «onderlinge duels» 14:00 uur (UTC+1) |        |       |           | Råsundastadion, Solna Toeschouwers: 27.025 Scheidsrechter: Folke Nyberg (FIN) |

|                                                                            |          |       |           |                                                                                     |
| 8 november WK 1954 kwalificatie № 198 «onderlinge duels» 14:30 uur (UTC+1) | Saarland | 0 – 0 | Noorwegen | Ludwigsparkstadion, Saarbrücken Toeschouwers: 42.000 Scheidsrechter: Leo Horn (NED) |
| 8 november WK 1954 kwalificatie № 198 «onderlinge duels» 14:30 uur (UTC+1) |          |       |           | Ludwigsparkstadion, Saarbrücken Toeschouwers: 42.000 Scheidsrechter: Leo Horn (NED) |

|                                                                             |                                                                         |       |                  |                                                                                  |
| 22 november WK 1954 kwalificatie № 199 «onderlinge duels» 14:00 uur (UTC+1) | West-Duitsland                                                          | 5 – 1 | Noorwegen        | Volksparkstadion, Hamburg Toeschouwers: 76.000 Scheidsrechter: Arthur Luty (ENG) |
| 22 november WK 1954 kwalificatie № 199 «onderlinge duels» 14:00 uur (UTC+1) | Max Morlock 26', 63' Ottmar Walter 69' Fritz Walter 80' Helmut Rahn 86' |       | 22' Hans Nordahl | Volksparkstadion, Hamburg Toeschouwers: 76.000 Scheidsrechter: Arthur Luty (ENG) |

### 1954
|                                                                    |                     |       |           |                                                                              |
| 5 mei Vriendschappelijk № 200 «onderlinge duels» 18:30 uur (UTC+1) | Schotland           | 1 – 0 | Noorwegen | Hampden Park, Glasgow Toeschouwers: 25.897 Scheidsrechter: Jack Clough (ENG) |
| 5 mei Vriendschappelijk № 200 «onderlinge duels» 18:30 uur (UTC+1) | George Hamilton 35' |       |           | Hampden Park, Glasgow Toeschouwers: 25.897 Scheidsrechter: Jack Clough (ENG) |

|                                                                     |                |       |                      |                                                                                      |
| 19 mei Vriendschappelijk № 201 «onderlinge duels» 19:00 uur (UTC+1) | Noorwegen      | 1 – 1 | Schotland            | Ullevaalstadion, Oslo Toeschouwers: 23.849 Scheidsrechter: John Erik Andersson (SWE) |
| 19 mei Vriendschappelijk № 201 «onderlinge duels» 19:00 uur (UTC+1) | Harry Kure 88' |       | 55' Johnny MacKenzie | Ullevaalstadion, Oslo Toeschouwers: 23.849 Scheidsrechter: John Erik Andersson (SWE) |

|                                                                     |                                                                                          |       |           |                                                                                 |
| 30 mei Vriendschappelijk № 202 «onderlinge duels» 17:00 uur (UTC+1) | Oostenrijk                                                                               | 5 – 0 | Noorwegen | Prater-Stadion, Wenen Toeschouwers: 46.000 Scheidsrechter: Albert Meißner (FRG) |
| 30 mei Vriendschappelijk № 202 «onderlinge duels» 17:00 uur (UTC+1) | Walter Schleger 48' Ernst Happel 53' Erich Probst 61', 68' Harry Boye Karlsen 76' (e.d.) |       |           | Prater-Stadion, Wenen Toeschouwers: 46.000 Scheidsrechter: Albert Meißner (FRG) |

| |                       |       |                                   |                                                                                   |
| 4 juni Vriendschappelijk Toernooi 50-jarig jubileum Zweedse Voetbalbond № 203 «onderlinge duels» 19:00 uur (UTC+1) | Denemarken            | 1 – 2 | Noorwegen                         | Malmö Idrottsplats, Malmö Toeschouwers: 16.000 Scheidsrechter: John Nilsson (SWE) |
| 4 juni Vriendschappelijk Toernooi 50-jarig jubileum Zweedse Voetbalbond № 203 «onderlinge duels» 19:00 uur (UTC+1) | Valdemar Kendzior 15' |       | 78' Per Ljostveit 102' Harry Kure | Malmö Idrottsplats, Malmö Toeschouwers: 16.000 Scheidsrechter: John Nilsson (SWE) |

| |                                                                             |       |           |                                                                             |
| 7 juni Vriendschappelijk Toernooi 50-jarig jubileum Zweedse Voetbalbond № 204 «onderlinge duels» 14:30 uur (UTC+1) | Zweden                                                                      | 3 – 0 | Noorwegen | Råsundastadion, Solna Toeschouwers: 20.837 Scheidsrechter: Johan Alho (FIN) |
| 7 juni Vriendschappelijk Toernooi 50-jarig jubileum Zweedse Voetbalbond № 204 «onderlinge duels» 14:30 uur (UTC+1) | Sven Ove Svensson 33' (pen.) Karl-Alfred Jakobsson 41' Nils Åke Sandell 53' |       |           | Råsundastadion, Solna Toeschouwers: 20.837 Scheidsrechter: Johan Alho (FIN) |

|                                                                   |                      |       |           |                                                                                  |
| 4 juli Vriendschappelijk № 205 «onderlinge duels» 20:30 uur (UTC) | IJsland              | 1 – 0 | Noorwegen | Melavöllur, Reykjavik Toeschouwers: 7.500 Scheidsrechter: Guðjón Einarsson (ISL) |
| 4 juli Vriendschappelijk № 205 «onderlinge duels» 20:30 uur (UTC) | Þórður Þórðarson 29' |       |           | Melavöllur, Reykjavik Toeschouwers: 7.500 Scheidsrechter: Guðjón Einarsson (ISL) |

|                                                                                     |                                                           |       |                   |                                                                                 |
| 29 augustus Noords Kampioenschap 1952/55 № 206 «onderlinge duels» 13:15 uur (UTC+1) | Noorwegen                                                 | 3 – 1 | Finland           | Ullevaalstadion, Oslo Toeschouwers: 21.048 Scheidsrechter: Helge Andersen (DEN) |
| 29 augustus Noords Kampioenschap 1952/55 № 206 «onderlinge duels» 13:15 uur (UTC+1) | Gunnar Dybwad 57' Henry Johannessen 59' Harald Hennum 62' |       | 6' Matti Hiltunen | Ullevaalstadion, Oslo Toeschouwers: 21.048 Scheidsrechter: Helge Andersen (DEN) |

|                                                                                      |                   |       |                   |                                                                            |
| 19 september Noords Kampioenschap 1952/55 № 207 «onderlinge duels» 13:15 uur (UTC+1) | Noorwegen         | 1 – 1 | Zweden            | Ullevaalstadion, Oslo Toeschouwers: 35.427 Scheidsrechter: Tauno Aro (FIN) |
| 19 september Noords Kampioenschap 1952/55 № 207 «onderlinge duels» 13:15 uur (UTC+1) | Reidar Sundby 75' |       | 68' John Eriksson | Ullevaalstadion, Oslo Toeschouwers: 35.427 Scheidsrechter: Tauno Aro (FIN) |

|                                                                                    |                   |       |           |                                                                                                  |
| 31 oktober Noords Kampioenschap 1952/55 № 208 «onderlinge duels» 13:30 uur (UTC+1) | Denemarken        | 0 – 1 | Noorwegen | Københavns Idrætspark, Kopenhagen Toeschouwers: 36.200 Scheidsrechter: John Erik Andersson (SWE) |
| 31 oktober Noords Kampioenschap 1952/55 № 208 «onderlinge duels» 13:30 uur (UTC+1) | Harald Hennum 81' |       |           | Københavns Idrætspark, Kopenhagen Toeschouwers: 36.200 Scheidsrechter: John Erik Andersson (SWE) |

|                                                                       |                                    |       |                 |                                                                               |
| 7 november Vriendschappelijk № 209 «onderlinge duels» 15:00 uur (UTC) | Ierland                            | 2 – 1 | Noorwegen       | Dalymount Park, Dublin Toeschouwers: 34.000 Scheidsrechter: Jack Clough (ENG) |
| 7 november Vriendschappelijk № 209 «onderlinge duels» 15:00 uur (UTC) | Con Martin 59' Reg Ryan 66' (pen.) |       | 13' Willy Olsen | Dalymount Park, Dublin Toeschouwers: 34.000 Scheidsrechter: Jack Clough (ENG) |

### 1955
|                                                                    |           |                                                                           |           |                                                                            |
| 8 mei Vriendschappelijk № 210 «onderlinge duels» 13:15 uur (UTC+1) | Noorwegen | 0 – 5                                                                     | Hongarije | Ullevaalstadion, Oslo Toeschouwers: 27.548 Scheidsrechter: Leo Helge (DEN) |
| 8 mei Vriendschappelijk № 210 «onderlinge duels» 13:15 uur (UTC+1) |           | 6' Sándor Kocsis 33', 55' Péter Palotás 49' Ferenc Puskás 74' Lajos Tichy |           | Ullevaalstadion, Oslo Toeschouwers: 27.548 Scheidsrechter: Leo Helge (DEN) |

|                                                                     |                |       |                                           |                                                                                |
| 25 mei Vriendschappelijk № 211 «onderlinge duels» 19:00 uur (UTC+1) | Noorwegen      | 1 – 3 | Ierland                                   | Bislettstadion, Oslo Toeschouwers: 18.574 Scheidsrechter: Albert Meißner (FRG) |
| 25 mei Vriendschappelijk № 211 «onderlinge duels» 19:00 uur (UTC+1) | Arne Kotte 39' |       | 17', 70' George Cummins 80' Alf Ringstead | Bislettstadion, Oslo Toeschouwers: 18.574 Scheidsrechter: Albert Meißner (FRG) |

|                                                                      |           |                |          |                                                                             |
| 12 juni Vriendschappelijk № 212 «onderlinge duels» 18:00 uur (UTC+1) | Noorwegen | 0 – 1          | Roemenië | Ullevaalstadion, Oslo Toeschouwers: 17.506 Scheidsrechter: Wolf Karni (FIN) |
| 12 juni Vriendschappelijk № 212 «onderlinge duels» 18:00 uur (UTC+1) |           | 15' Titus Ozon |          | Ullevaalstadion, Oslo Toeschouwers: 17.506 Scheidsrechter: Wolf Karni (FIN) |

|                                                                                     |                   |       |                                       |                                                                                      |
| 14 augustus Noords Kampioenschap 1952/55 № 213 «onderlinge duels» 19:00 uur (UTC+2) | Finland           | 1 – 3 | Noorwegen                             | Olympisch Stadion, Helsinki Toeschouwers: 16.916 Scheidsrechter: Ludvig Jørkov (DEN) |
| 14 augustus Noords Kampioenschap 1952/55 № 213 «onderlinge duels» 19:00 uur (UTC+2) | Matti Hiltunen 6' |       | 26', 55' Harald Hennum 70' Harry Kure | Olympisch Stadion, Helsinki Toeschouwers: 16.916 Scheidsrechter: Ludvig Jørkov (DEN) |

|                                                                                      |                           |       |                     |                                                                                 |
| 11 september Noords Kampioenschap 1952/55 № 214 «onderlinge duels» 13:15 uur (UTC+1) | Noorwegen                 | 1 – 1 | Denemarken          | Ullevaalstadion, Oslo Toeschouwers: 33.836 Scheidsrechter: Aarne Eriksson (FIN) |
| 11 september Noords Kampioenschap 1952/55 № 214 «onderlinge duels» 13:15 uur (UTC+1) | Verner Nielsen 52' (e.d.) |       | 75' Jørgen Jacobsen | Ullevaalstadion, Oslo Toeschouwers: 33.836 Scheidsrechter: Aarne Eriksson (FIN) |

|                                                                                      |                   |       |               |                                                                            |
| 25 september Noords Kampioenschap 1952/55 № 215 «onderlinge duels» 13:30 uur (UTC+1) | Zweden            | 1 – 1 | Noorwegen     | Råsundastadion, Solna Toeschouwers: 27.335 Scheidsrechter: Leo Helge (DEN) |
| 25 september Noords Kampioenschap 1952/55 № 215 «onderlinge duels» 13:30 uur (UTC+1) | Bertil Nilsson 4' |       | 7' Arne Kotte | Råsundastadion, Solna Toeschouwers: 27.335 Scheidsrechter: Leo Helge (DEN) |

|                                                                         |                                         |       |           |                                                                                       |
| 6 november Vriendschappelijk № 216 «onderlinge duels» 14:30 uur (UTC+1) | Nederland                               | 3 – 0 | Noorwegen | Olympisch Stadion, Amsterdam Toeschouwers: 60.000 Scheidsrechter: Gérard Versyp (BEL) |
| 6 november Vriendschappelijk № 216 «onderlinge duels» 14:30 uur (UTC+1) | Tinus Bosselaar 29', 36' Bram Appel 83' |       |           | Olympisch Stadion, Amsterdam Toeschouwers: 60.000 Scheidsrechter: Gérard Versyp (BEL) |

|                                                                          |                                  |       |           |                                                                                         |
| 16 november Vriendschappelijk № 217 «onderlinge duels» 14:15 uur (UTC+1) | West-Duitsland                   | 2 – 0 | Noorwegen | Wildparkstadion, Karlsruhe Toeschouwers: 49.700 Scheidsrechter: Friedrich Seipelt (AUT) |
| 16 november Vriendschappelijk № 217 «onderlinge duels» 14:15 uur (UTC+1) | Fritz Walter 24' Jupp Röhrig 27' |       |           | Wildparkstadion, Karlsruhe Toeschouwers: 49.700 Scheidsrechter: Friedrich Seipelt (AUT) |

### 1956
|                                                                     |           |       |       |                                                                                 |
| 30 mei Vriendschappelijk № 218 «onderlinge duels» 19:00 uur (UTC+1) | Noorwegen | 0 – 0 | Polen | Ullevaalstadion, Oslo Toeschouwers: 22.457 Scheidsrechter: Aksel Asmussen (DEN) |
| 30 mei Vriendschappelijk № 218 «onderlinge duels» 19:00 uur (UTC+1) |           |       |       | Ullevaalstadion, Oslo Toeschouwers: 22.457 Scheidsrechter: Aksel Asmussen (DEN) |

|                                                                      |                   |       |                                                           |                                                                                     |
| 13 juni Vriendschappelijk № 219 «onderlinge duels» 19:00 uur (UTC+1) | Noorwegen         | 1 – 3 | West-Duitsland                                            | Ullevaalstadion, Oslo Toeschouwers: 28.426 Scheidsrechter: Karel van der Meer (NED) |
| 13 juni Vriendschappelijk № 219 «onderlinge duels» 19:00 uur (UTC+1) | Gunnar Dybwad 17' |       | 28' Theo Schönhöft 46' Erich Bäumler 55' Ulrich Biesinger | Ullevaalstadion, Oslo Toeschouwers: 28.426 Scheidsrechter: Karel van der Meer (NED) |

|                                                                                 |                                            |       |                                          |                                                                                          |
| 24 juni Noords Kampioenschap 1956/59 № 220 «onderlinge duels» 13:30 uur (UTC+1) | Denemarken                                 | 2 – 3 | Noorwegen                                | Københavns Idrætspark, Kopenhagen Toeschouwers: 35.600 Scheidsrechter: Sten Ahlner (SWE) |
| 24 juni Noords Kampioenschap 1956/59 № 220 «onderlinge duels» 13:30 uur (UTC+1) | Knud Lundberg 61' (pen.) Poul Pedersen 81' |       | 3' Gunnar Dybwad 10', 64' Knut Sandengen | Københavns Idrætspark, Kopenhagen Toeschouwers: 35.600 Scheidsrechter: Sten Ahlner (SWE) |

|                                                                      |                                  |       |           |                                                                                             |
| 28 juni Vriendschappelijk № 221 «onderlinge duels» 17:30 uur (UTC+2) | Roemenië                         | 2 – 0 | Noorwegen | Stadionul 23 August, Boekarest Toeschouwers: 60.000 Scheidsrechter: Borče Nedelkovski (YUG) |
| 28 juni Vriendschappelijk № 221 «onderlinge duels» 17:30 uur (UTC+2) | Ion Zaharia 36' Zoltan David 44' |       |           | Stadionul 23 August, Boekarest Toeschouwers: 60.000 Scheidsrechter: Borče Nedelkovski (YUG) |

|                                                                                     |                 |       |                  |                                                                                 |
| 26 augustus Noords Kampioenschap 1956/59 № 222 «onderlinge duels» 13:15 uur (UTC+1) | Noorwegen       | 1 – 1 | Finland          | Ullevaalstadion, Oslo Toeschouwers: 20.345 Scheidsrechter: Gösta Lindberg (SWE) |
| 26 augustus Noords Kampioenschap 1956/59 № 222 «onderlinge duels» 13:15 uur (UTC+1) | Arne Høivik 62' |       | 8' Olli Forsgrén | Ullevaalstadion, Oslo Toeschouwers: 20.345 Scheidsrechter: Gösta Lindberg (SWE) |

|                                                                                      |                                        |       |                    |                                                                              |
| 16 september Noords Kampioenschap 1956/59 № 223 «onderlinge duels» 13:15 uur (UTC+1) | Noorwegen                              | 3 – 1 | Zweden             | Ullevaalstadion, Oslo Toeschouwers: 32.952 Scheidsrechter: Väinö Niemi (FIN) |
| 16 september Noords Kampioenschap 1956/59 № 223 «onderlinge duels» 13:15 uur (UTC+1) | Finn Gundersen 15', 59' Harry Kure 55' |       | 71' Gösta Sandberg | Ullevaalstadion, Oslo Toeschouwers: 32.952 Scheidsrechter: Väinö Niemi (FIN) |

|                                                                         |                                                |       |                                       |                                                                                                  |
| 28 oktober Vriendschappelijk № 224 «onderlinge duels» 12:00 uur (UTC+1) | Polen                                          | 5 – 3 | Noorwegen                             | Stadion Dziesięciolecia, Warschau Toeschouwers: 50.000 Scheidsrechter: Franciszek Fronczyk (POL) |
| 28 oktober Vriendschappelijk № 224 «onderlinge duels» 12:00 uur (UTC+1) | Ernest Pohl 6', 11', 38', 90' Henryk Kempny 8' |       | 55', 70' Gunnar Dybwad 75' Harry Kure | Stadion Dziesięciolecia, Warschau Toeschouwers: 50.000 Scheidsrechter: Franciszek Fronczyk (POL) |

### 1957
|                                                                        |                   |       |                          |                                                                                 |
| 22 mei WK 1958 kwalificatie № 225 «onderlinge duels» 19:00 uur (UTC+1) | Noorwegen         | 1 – 2 | Bulgarije                | Ullevaalstadion, Oslo Toeschouwers: 27.542 Scheidsrechter: Gösta Lindberg (SWE) |
| 22 mei WK 1958 kwalificatie № 225 «onderlinge duels» 19:00 uur (UTC+1) | Harald Hennum 47' |       | 38', 75' Georgi Dimitrov | Ullevaalstadion, Oslo Toeschouwers: 27.542 Scheidsrechter: Gösta Lindberg (SWE) |

|                                                                         |                                         |       |                 |                                                                            |
| 12 juni WK 1958 kwalificatie № 226 «onderlinge duels» 19:00 uur (UTC+1) | Noorwegen                               | 2 – 1 | Hongarije       | Ullevaalstadion, Oslo Toeschouwers: 26.328 Scheidsrechter: Leo Helge (DEN) |
| 12 juni WK 1958 kwalificatie № 226 «onderlinge duels» 19:00 uur (UTC+1) | Harald Hennum 10' Kjell Kristiansen 78' |       | 43' Lajos Tichy | Ullevaalstadion, Oslo Toeschouwers: 26.328 Scheidsrechter: Leo Helge (DEN) |

|                                                                                                 |           |       |        |                                                                                           |
| 18 juni Vriendschappelijk Toernooi 50-jarig jubileum Finse Voetbalbond № 227 «onderlinge duels» | Noorwegen | 0 – 0 | Zweden | Kupittaan jalkapallostadion, Turku Toeschouwers: 5.189 Scheidsrechter: Aage Poulsen (DEN) |
| 18 juni Vriendschappelijk Toernooi 50-jarig jubileum Finse Voetbalbond № 227 «onderlinge duels» |           |       |        | Kupittaan jalkapallostadion, Turku Toeschouwers: 5.189 Scheidsrechter: Aage Poulsen (DEN) |

|                                                                                                 |                                   |       |           |                                                                                    |
| 19 juni Vriendschappelijk Toernooi 50-jarig jubileum Finse Voetbalbond № 228 «onderlinge duels» | Denemarken                        | 2 – 0 | Noorwegen | Ratina Stadion, Tampere Toeschouwers: 2.280 Scheidsrechter: Bengt Lundell (Zweden) |
| 19 juni Vriendschappelijk Toernooi 50-jarig jubileum Finse Voetbalbond № 228 «onderlinge duels» | Egon Jensen 63' Jørgen Hansen 66' |       |           | Ratina Stadion, Tampere Toeschouwers: 2.280 Scheidsrechter: Bengt Lundell (Zweden) |

| |         |                                                          |           |                                                                                         |
| 8 juli Vriendschappelijk Toernooi 10-jarig jubileum IJslandse Voetbalbond № 229 «onderlinge duels» 20:30 uur (UTC) | IJsland | 0 – 3                                                    | Noorwegen | Laugardalsvöllur, Reykjavik Toeschouwers: 12.600 Scheidsrechter: Guðjón Einarsson (ISL) |
| 8 juli Vriendschappelijk Toernooi 10-jarig jubileum IJslandse Voetbalbond № 229 «onderlinge duels» 20:30 uur (UTC) |         | 5' Arne Legernes 40' Kjell Kristiansen 69' Gunnar Dybwad |           | Laugardalsvöllur, Reykjavik Toeschouwers: 12.600 Scheidsrechter: Guðjón Einarsson (ISL) |

|                                                                                     |         |                                                                   |           |                                                                                    |
| 1 september Noords Kampioenschap 1956/59 № 230 «onderlinge duels» 14:00 uur (UTC+2) | Finland | 0 – 4                                                             | Noorwegen | Olympisch Stadion, Helsinki Toeschouwers: 15.684 Scheidsrechter: Sten Ahlner (SWE) |
| 1 september Noords Kampioenschap 1956/59 № 230 «onderlinge duels» 14:00 uur (UTC+2) |         | 7', 60' Kjell Kristiansen 18' Per Kristoffersen 40' Harald Hennum |           | Olympisch Stadion, Helsinki Toeschouwers: 15.684 Scheidsrechter: Sten Ahlner (SWE) |

|                                                                                      |                            |       |                                 |                                                                               |
| 22 september Noords Kampioenschap 1956/59 № 231 «onderlinge duels» 13:15 uur (UTC+1) | Noorwegen                  | 2 – 2 | Denemarken                      | Ullevaalstadion, Oslo Toeschouwers: 33.321 Scheidsrechter: Yrjö Kaivola (FIN) |
| 22 september Noords Kampioenschap 1956/59 № 231 «onderlinge duels» 13:15 uur (UTC+1) | Per Kristoffersen 21', 34' |       | 9' Poul Pedersen 61' Peder Kjær | Ullevaalstadion, Oslo Toeschouwers: 33.321 Scheidsrechter: Yrjö Kaivola (FIN) |

|                                                                                    |                                                                           |       |                                              |                                                                               |
| 13 oktober Noords Kampioenschap 1956/59 № 232 «onderlinge duels» 13:30 uur (UTC+1) | Zweden                                                                    | 5 – 2 | Noorwegen                                    | Råsundastadion, Solna Toeschouwers: 29.840 Scheidsrechter: Albert Dusch (FRG) |
| 13 oktober Noords Kampioenschap 1956/59 № 232 «onderlinge duels» 13:30 uur (UTC+1) | Agne Simonsson 1', 56' Gösta Sandberg 48' Jan Ekström 62' Gunnar Gren 90' |       | 80' (pen.) Harald Hennum 83' Gunnar Thoresen | Råsundastadion, Solna Toeschouwers: 29.840 Scheidsrechter: Albert Dusch (FRG) |

|                                                          | |       |           |                                                                                               |
| 3 november WK 1958 kwalificatie № 233 «onderlinge duels» | Bulgarije                                                                                           | 7 – 0 | Noorwegen | Vasil Levski Nationaal Stadion, Sofia Toeschouwers: 22.120 Scheidsrechter: Martin Macko (TCH) |
| 3 november WK 1958 kwalificatie № 233 «onderlinge duels» | Hristo Iliev 6' Panajot Panajotov 29', 32' Kroem Janev 59' Hristo Iliev 60', 74' Spiro Debarski 77' |       |           | Vasil Levski Nationaal Stadion, Sofia Toeschouwers: 22.120 Scheidsrechter: Martin Macko (TCH) |

|                                                                             |                                                                                   |       |           |                                                                               |
| 10 november WK 1958 kwalificatie № 234 «onderlinge duels» 14:00 uur (UTC+1) | Hongarije                                                                         | 5 – 0 | Noorwegen | Népstadion, Boedapest Toeschouwers: 90.000 Scheidsrechter: Albert Dusch (FRG) |
| 10 november WK 1958 kwalificatie № 234 «onderlinge duels» 14:00 uur (UTC+1) | Károly Sándor 12' Lajos Csordás 20', 71' Ferenc Machos 69' Edgar Falch 75' (e.d.) |       |           | Népstadion, Boedapest Toeschouwers: 90.000 Scheidsrechter: Albert Dusch (FRG) |

### 1958
|                                                                     |           |       |           |                                                                                |
| 28 mei Vriendschappelijk № 235 «onderlinge duels» 19:00 uur (UTC+1) | Noorwegen | 0 – 0 | Nederland | Ullevaalstadion, Oslo Toeschouwers: 21.466 Scheidsrechter: Tage Sørensen (DEN) |
| 28 mei Vriendschappelijk № 235 «onderlinge duels» 19:00 uur (UTC+1) |           |       |           | Ullevaalstadion, Oslo Toeschouwers: 21.466 Scheidsrechter: Tage Sørensen (DEN) |

|                                                                                 |                                     |       |         |                                                                                   |
| 15 juni Noords Kampioenschap 1956/59 № 236 «onderlinge duels» 18:00 uur (UTC+1) | Noorwegen                           | 2 – 0 | Finland | Ullevaalstadion, Oslo Toeschouwers: 17.173 Scheidsrechter: Gottfried Dienst (SUI) |
| 15 juni Noords Kampioenschap 1956/59 № 236 «onderlinge duels» 18:00 uur (UTC+1) | Arne Pedersen 35' Harald Hennum 54' |       |         | Ullevaalstadion, Oslo Toeschouwers: 17.173 Scheidsrechter: Gottfried Dienst (SUI) |

|                                                                                 |                   |       |                                   |                                                                                             |
| 29 juni Noords Kampioenschap 1956/59 № 237 «onderlinge duels» 18:30 uur (UTC+1) | Denemarken        | 1 – 2 | Noorwegen                         | Københavns Idrætspark, Kopenhagen Toeschouwers: 31.500 Scheidsrechter: Gösta Lindberg (SWE) |
| 29 juni Noords Kampioenschap 1956/59 № 237 «onderlinge duels» 18:30 uur (UTC+1) | Poul Pedersen 56' |       | 2' Bjørn Borgen 58' Arne Pedersen | Københavns Idrætspark, Kopenhagen Toeschouwers: 31.500 Scheidsrechter: Gösta Lindberg (SWE) |

|                                                                          |                                                                          |       |                                              |                                                                                 |
| 13 augustus Vriendschappelijk № 238 «onderlinge duels» 18:30 uur (UTC+1) | Noorwegen                                                                | 6 – 5 | Duitse Democratische Republiek               | Ullevaalstadion, Oslo Toeschouwers: 17.487 Scheidsrechter: Gösta Ackeborn (SWE) |
| 13 augustus Vriendschappelijk № 238 «onderlinge duels» 18:30 uur (UTC+1) | Harald Hennum 9', 24', 34', 47' Arne Pedersen 14', 80' Günther Wirth 81' |       | 6', 36', 44' Günter Schröter 85' Horst Assmy | Ullevaalstadion, Oslo Toeschouwers: 17.487 Scheidsrechter: Gösta Ackeborn (SWE) |

|                                                                           |           |                                      |        |                                                                                          |
| 14 september Vriendschappelijk № 239 «onderlinge duels» 13:15 uur (UTC+1) | Noorwegen | 0 – 2                                | Zweden | Ullevaalstadion, Oslo Toeschouwers: 32.791 Scheidsrechter: Carl Frederik Jørgensen (DEN) |
| 14 september Vriendschappelijk № 239 «onderlinge duels» 13:15 uur (UTC+1) |           | 2' Rune Börjesson 56' Agne Simonsson |        | Ullevaalstadion, Oslo Toeschouwers: 32.791 Scheidsrechter: Carl Frederik Jørgensen (DEN) |

|                                                                         |                                                           |       |                   |                                                                                    |
| 2 november Vriendschappelijk № 240 «onderlinge duels» 14:30 uur (UTC+1) | Duitse Democratische Republiek                            | 4 – 1 | Noorwegen         | Zentralstadion, Leipzig Toeschouwers: 54.000 Scheidsrechter: Antonín Vrbovec (TCH) |
| 2 november Vriendschappelijk № 240 «onderlinge duels» 14:30 uur (UTC+1) | Horst Assmy 4' Helmut Müller 12', 65' Günter Schröter 56' |       | 42' Harald Hennum | Zentralstadion, Leipzig Toeschouwers: 54.000 Scheidsrechter: Antonín Vrbovec (TCH) |

### 1959
|                                                                        |           |               |            |                                                                                  |
| 20 mei EK 1960 kwalificatie № 241 «onderlinge duels» 19:00 uur (UTC+2) | Noorwegen | 0 – 1         | Oostenrijk | Ullevaalstadion, Oslo Toeschouwers: 27.566 Scheidsrechter: Werner Bergmann (DDR) |
| 20 mei EK 1960 kwalificatie № 241 «onderlinge duels» 19:00 uur (UTC+2) |           | 32' Erich Hof |            | Ullevaalstadion, Oslo Toeschouwers: 27.566 Scheidsrechter: Werner Bergmann (DDR) |

|                                                                      |                   |       |           |                                                                                  |
| 17 juni Vriendschappelijk № 242 «onderlinge duels» 19:00 uur (UTC+2) | Noorwegen         | 1 – 0 | Luxemburg | Ullevaalstadion, Oslo Toeschouwers: 24.571 Scheidsrechter: Valdemar Hansen (DEN) |
| 17 juni Vriendschappelijk № 242 «onderlinge duels» 19:00 uur (UTC+2) | Harald Hennum 41' |       |           | Ullevaalstadion, Oslo Toeschouwers: 24.571 Scheidsrechter: Valdemar Hansen (DEN) |

|                                                                                 |                          |       |                                                          |                                                                                     |
| 28 juni Noords Kampioenschap 1956/59 № 243 «onderlinge duels» 19:00 uur (UTC+2) | Finland                  | 2 – 4 | Noorwegen                                                | Olympisch Stadion, Helsinki Toeschouwers: 11.915 Scheidsrechter: Aage Poulsen (DEN) |
| 28 juni Noords Kampioenschap 1956/59 № 243 «onderlinge duels» 19:00 uur (UTC+2) | Hannu Kankkonen 75', 88' |       | 6' Ragnar Larsen 10', 49' Harald Hennum 18' Bjørn Borgen | Olympisch Stadion, Helsinki Toeschouwers: 11.915 Scheidsrechter: Aage Poulsen (DEN) |

|                                                                                               |                                    |       |                          |                                                                                           |
| 2 juli Olympisch kwalificatietoernooi voetbal 1960 № 244 «onderlinge duels» 19:00 uur (UTC+1) | Denemarken                         | 2 – 1 | Noorwegen                | Københavns Idrætspark, Kopenhagen Toeschouwers: 37.100 Scheidsrechter: Albert Dusch (FRG) |
| 2 juli Olympisch kwalificatietoernooi voetbal 1960 № 244 «onderlinge duels» 19:00 uur (UTC+1) | Henning Enoksen 53' Ole Madsen 55' |       | 70' Rolf Birger Pedersen | Københavns Idrætspark, Kopenhagen Toeschouwers: 37.100 Scheidsrechter: Albert Dusch (FRG) |

|                                                                                             |                       |       |           |                                                                                      |
| 7 juli Olympisch kwalificatietoernooi voetbal 1960 № 245 «onderlinge duels» 20:30 uur (UTC) | IJsland               | 1 – 0 | Noorwegen | Laugardalsvöllur, Reykjavik Toeschouwers: 11.000 Scheidsrechter: James Barclay (SCO) |
| 7 juli Olympisch kwalificatietoernooi voetbal 1960 № 245 «onderlinge duels» 20:30 uur (UTC) | Ríkharður Jónsson 88' |       |           | Laugardalsvöllur, Reykjavik Toeschouwers: 11.000 Scheidsrechter: James Barclay (SCO) |

| |                                            |       |                  |                                                                             |
| 21 augustus Olympisch kwalificatietoernooi voetbal 1960 № 246 «onderlinge duels» 19:00 uur (UTC+2) | Noorwegen                                  | 2 – 1 | IJsland          | Ullevaalstadion, Oslo Toeschouwers: 23.143 Scheidsrechter: Johan Alho (FIN) |
| 21 augustus Olympisch kwalificatietoernooi voetbal 1960 № 246 «onderlinge duels» 19:00 uur (UTC+2) | Rolf Bjørn Backe 39' Kjell Kristiansen 52' |       | 74' Örn Steinsen | Ullevaalstadion, Oslo Toeschouwers: 23.143 Scheidsrechter: Johan Alho (FIN) |

| |                                        |       |                                                               |                                                                            |
| 13 september Olympisch kwalificatietoernooi voetbal 1960 № 247 «onderlinge duels» 13:15 uur (UTC+2) | Noorwegen                              | 2 – 4 | Denemarken                                                    | Ullevaalstadion, Oslo Toeschouwers: 30.142 Scheidsrechter: Ken Aston (ENG) |
| 13 september Olympisch kwalificatietoernooi voetbal 1960 № 247 «onderlinge duels» 13:15 uur (UTC+2) | Åge Sørensen 38' Kjell Kristiansen 56' |       | 29' Harald Nielsen 53', 89' Henning Enoksen 64' Poul Pedersen | Ullevaalstadion, Oslo Toeschouwers: 30.142 Scheidsrechter: Ken Aston (ENG) |

|                                                                              |                                                                |       |                       |                                                                                        |
| 23 september EK 1960 kwalificatie № 248 «onderlinge duels» 19:00 uur (UTC+1) | Oostenrijk                                                     | 5 – 2 | Noorwegen             | Prater-Stadion, Wenen Toeschouwers: 34.989 Scheidsrechter: Dimosthenis Stathatos (GRE) |
| 23 september EK 1960 kwalificatie № 248 «onderlinge duels» 19:00 uur (UTC+1) | Erich Hof 2', 26' (pen.) Horst Nemec 21', 73' Karl Skerlan 60' |       | 20', 35' Ove Ødegaard | Prater-Stadion, Wenen Toeschouwers: 34.989 Scheidsrechter: Dimosthenis Stathatos (GRE) |

|                                                                                    |                                                                                          |       |                                        |                                                                            |
| 18 oktober Noords Kampioenschap 1956/59 № 249 «onderlinge duels» 13:30 uur (UTC+1) | Zweden                                                                                   | 6 – 2 | Noorwegen                              | Ullevi, Göteborg Toeschouwers: 49.673 Scheidsrechter: Aatos Marttila (FIN) |
| 18 oktober Noords Kampioenschap 1956/59 № 249 «onderlinge duels» 13:30 uur (UTC+1) | Agne Simonsson 14' Bengt Berndtsson 21' Rune Börjesson 26', 48', 75' Henry Thillberg 61' |       | 67' Rolf Bjørn Backe 77' Harald Hennum | Ullevi, Göteborg Toeschouwers: 49.673 Scheidsrechter: Aatos Marttila (FIN) |

|                                                                         |                                                                                                |       |                      |                                                                               |
| 4 november Vriendschappelijk № 250 «onderlinge duels» 20:00 uur (UTC+1) | Nederland                                                                                      | 7 – 1 | Noorwegen            | De Kuip, Rotterdam Toeschouwers: 50.000 Scheidsrechter: Pierre Schwinte (FRA) |
| 4 november Vriendschappelijk № 250 «onderlinge duels» 20:00 uur (UTC+1) | Kees Rijvers 30' Tonny van der Linden 38', 77', 85' Faas Wilkes 50', 89' Piet van der Kuil 58' |       | 7' Per Kristoffersen | De Kuip, Rotterdam Toeschouwers: 50.000 Scheidsrechter: Pierre Schwinte (FRA) |

UEFA: Albanië · België · Bulgarije · Denemarken · West-Duitsland · Duitse Democratische Republiek · Engeland · Finland · Frankrijk · Griekenland · Hongarije · Ierland · IJsland · Italië · Joegoslavië · Kroatië · Luxemburg · Malta · Nederland · Noord-Ierland · Noorwegen · Oostenrijk · Polen · Portugal · Roemenië · Saarland · Schotland · Sovjet-Unie · Spanje · Tsjecho-Slowakije · Turkije · Wales · Zweden · Zwitserland

AFC: Israël
NFF · A-internationals · Selecties · Bondscoaches · Noors vrouwenelftal · Olympisch elftal · Noorwegen U21 · Noorwegen U20 · Noorwegen U19 · Noorwegen U18 · Noorwegen U17 · Noorwegen U16 · Vrouwen U17
1908 – 1919 ·
1920 – 1929 ·
1930 – 1939 ·
1940 – 1949 ·
1950 – 1959 ·
1960 – 1969 ·
1970 – 1979 ·
1980 – 1989 ·
1990 – 1999 ·
2000 – 2009 ·
2010 – 2019 ·
2020 − 2029
EK 2000
WK 1938 ·
WK 1994 ·
WK 1998
OS 1912 · 
OS 1920 · 
OS 1936 · 
OS 1952 · 
OS 1984
1908 ·
1909 ·
1910 ·
1911 ·
1912 · 
1913 · 
1914 · 
1915 · 
1916 · 
1917 · 
1918 · 
1919 · 
1920 · 
1921 · 
1922 · 
1923 · 
1924 · 
1925 · 
1926 · 
1927 · 
1928 · 
1929 · 
1930 · 
1931 · 
1932 · 
1933 · 
1934 · 
1935 · 
1936 · 
1937 · 
1938 · 
1939 · 
1940 – 1944 · 
1945 · 
1946 · 
1947 · 
1948 · 
1949 · 
1950 · 
1952 · 
1952 · 
1953 · 
1954 · 
1955 · 
1956 · 
1957 · 
1958 · 
1959 · 
1960 · 
1961 · 
1962 · 
1963 · 
1964 · 
1965 · 
1966 · 
1967 · 
1968 · 
1969 · 
1970 · 
1971 · 
1972 · 
1973 · 
1974 · 
1975 · 
1976 · 
1977 · 
1978 · 
1979 · 
1980 · 
1981 · 
1982 · 
1983 · 
1984 · 
1985 · 
1986 · 
1987 · 
1988 · 
1989 · 
1990 ·
1991 · 
1992 · 
1993 · 
1994 · 
1995 · 
1996 · 
1997 · 
1998 · 
1999 · 
2000 · 
2001 · 
2002 · 
2003 · 
2004 · 
2005 · 
2006 · 
2007 · 
2008 · 
2009 · 
2010 · 
2011 · 
2012 · 
2013 · 
2014 · 
2015 · 
2016 · 
2017 · 
2018 ·
2019 ·
2020 ·
2021 ·
2022 ·
2023 ·
2024
Albanië ·
Argentinië ·
Armenië ·
Australië ·
Azerbeidzjan ·
Bahrein ·
België ·
Bermuda ·
Bosnië en Herzegovina ·
Brazilië ·
Bulgarije ·
China ·
Colombia ·
Costa Rica ·
Cyprus ·
Denemarken ·
DDR ·
Duitsland ·
Egypte ·
Engeland ·
Estland ·
Faeröer ·
Finland ·
Frankrijk ·
Georgië ·
Ghana ·
Gibraltar ·
Grenada ·
Griekenland ·
Guatemala ·
Honduras ·
Hongarije ·
Hongkong ·
Ierland ·
IJsland ·
Israël ·
Italië ·
Jamaica ·
Japan ·
Joegoslavië ·
Jordanië ·
Kameroen ·
Kazachstan ·
Koeweit ·
Kosovo ·
Kroatië ·
Letland ·
Litouwen ·
Luxemburg ·
Malta ·
Marokko ·
Mexico ·
Moldavië ·
Montenegro ·
Nederland ·
Nieuw-Zeeland ·
Nigeria ·
Noord-Ierland ·
Noord-Korea ·
Noord-Macedonië ·
Oekraïne ·
Oman ·
Oostenrijk ·
Panama ·
Paraguay ·
Polen ·
Portugal ·
Qatar ·
Roemenië ·
Rusland ·
Saarland ·
San Marino ·
Saoedi-Arabië ·
Schotland ·
Senegal ·
Servië ·
Servië en Montenegro ·
Singapore ·
Slovenië ·
Slowakije ·
Sovjet-Unie ·
Spanje ·
Thailand ·
Trinidad en Tobago ·
Tsjechië ·
Tsjecho-Slowakije ·
Tunesië ·
Turkije ·
Uruguay ·
Verenigde Arabische Emiraten ·
Verenigde Staten ·
Verenigd Koninkrijk ·
Wales ·
Wit-Rusland ·
Zuid-Afrika ·
Zuid-Korea ·
Zweden ·
Zwitserland